# Mother Jane

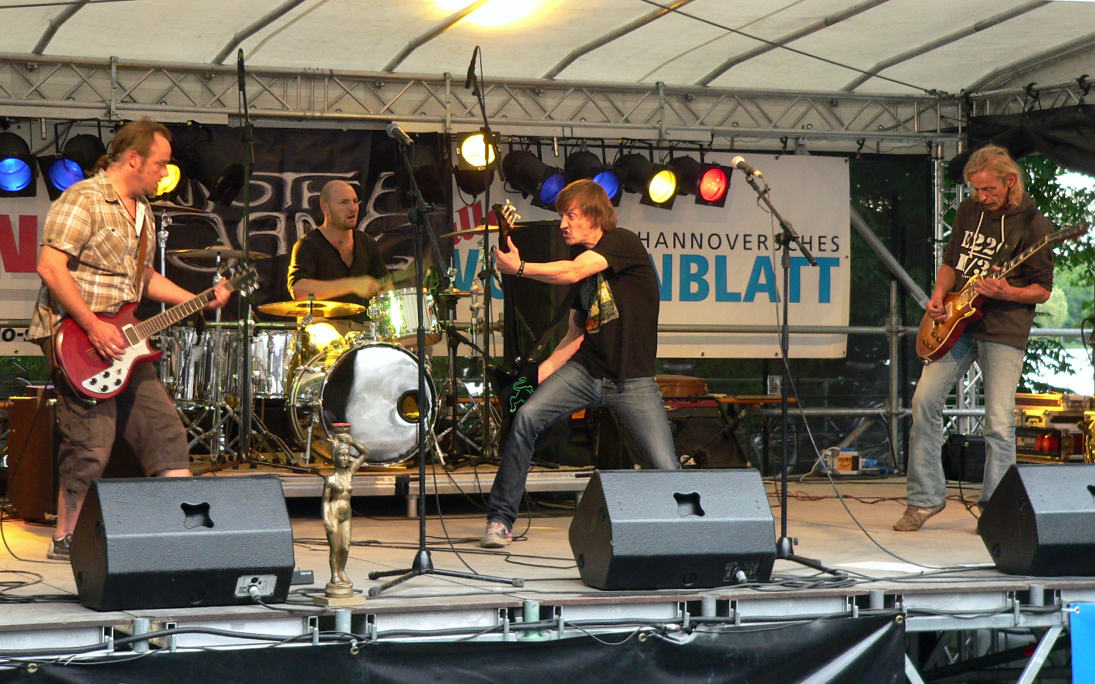
Mother Jane beim Maschseefest, rechts Klaus Hess

Mother Jane ist eine deutsche Rockband aus Hannover. Die Band entstand 1994 um den Gründer der Rockband Jane, Klaus Hess.

## Geschichte
Zur Ur-Besetzung bei Mother Jane gehörten neben Klaus Hess (Gitarre, Gesang), Kai Schiering (E-Bass, Gesang) und Jens Dettmer (Schlagzeug).
1998 wurde eine Vinyl-Single veröffentlicht, 2000 folgte eine viel beachtete Live-CD, Comes Alive, aufgenommen in der Schweiz. Zu diesem Zeitpunkt wurde die Band von Klaus Henatsch (Keyboard, Gesang) ergänzt.
In den folgenden Jahren verließen Klaus Henatsch und Jens Dettmer die Band und wurden 2005 durch Jens Betjemann (Gitarre, Gesang) und Lucas Quentin (Schlagzeug) ersetzt. 2009 erschien dann die Studio-CD In Dreams. Während Mother Jane in den Jahren zuvor nur sporadisch Konzerte gegeben hatte, war die In Dreams der Startschuss für eine ganze Reihe von Konzerten im In- und Ausland. Einige Konzerte wurden mitgeschnitten und als „Hungry4Live Part I und II“ im Jahr 2010 veröffentlicht.
Mother Jane hat sich im Laufe der Jahre weg vom keyboardlastigen Sound der 1970er und 1980er Jahre hin zu einer reinen Gitarren-Band entwickelt, jedoch ohne die Ursprünge zu vergessen.
Gitarrist Jens Betjemann starb am 28. Januar 2014 im Alter von 45 Jahren.

## Namensstreit
Aufgrund von Namensstreitigkeiten wegen des Bandnamens „Jane“ wurde am 6. September 1994 vor der Zivilkammer des Landgerichtes Hannover ein gerichtlicher Vergleich geschlossen, dass sich die aus der Ursprungsformation Jane ergebenden Bands nur noch mit Namenszusatz „Jane“ nennen dürfen. Klaus Hess, Gründer, Gitarrist und Hauptkomponist, wählte den Namen „Mother Jane“, um damit zu verdeutlichen, wer der „Macher“ bei der Ursprungsformation Jane gewesen war. Die andere Fraktion wählte den Namen „Peter Panka's Jane“.

## Diskografie
- 1998: Together We Stand (Vinyl-Single)
- 2000: Comes Alive
- 2009: In Dreams
- 2010: Hungry4Live Part I
- 2010: Hungry4Live Part II
- 2012: Turn The Page (plus Bonus-CD The Lost Tracks)